# Criticonoma flaveata
Criticonoma flaveata är en fjärilsart som beskrevs av László Anthony Gozmány. Criticonoma flaveata ingår i släktet Criticonoma och familjen äkta malar. Inga underarter finns listade i Catalogue of Life.